# Dinoshark
Dinoshark è un film per la televisione statunitense  del 2010 diretto da Kevin O'Neill.

## Trama
Un piccolo pliosauro sopravvissuto all'estinzione lascia le acque del Mar Glaciale Artico, dopo lo scioglimento di una banchina ghiacciata, e si dirige a sud. Dopo qualche anno e dopo essersi trasformato in un mostro violento ed assestato di sangue, giunge nei pressi delle coste messicane, dove terrorizza i bagnanti della cittadina turistica di Puerto Vallarta. Trace McGraw è la prima e rendersi conto che il mostruoso squalo è responsabile della morte dei suoi amici ma nessuno crede alle sue parole quando descrive la sua testimonianza. Dotato di una spessa corazza, lo squalo continua a mietere vittime e sembra indistruttibile. L'unico a comprendere che per ucciderlo bisogna attaccare l'occhio che è il suo unico punto debole è il paleontologo Frank Reeves.

## Produzione
Dinoshark è un film a basso costo prodotto da Roger Corman e girato in Messico con un budget stimato in 2.000.000 dollari. Corman interpreta il dottor Frank Reeves.

## Distribuzione
Il film fu trasmesso in anteprima il 13 marzo 2010 sulla rete Syfy ed ottenne un audience di due milioni di telespettatori. Fu distribuito in DVD e Blu-Ray il 26 aprile 2011.

## Prequel e sequel
Dinoshark è il seguito di Dinocroc, film del 2004 diretto dallo stesso Kevin O'Neill e prodotto ancora da Roger Corman. Un altro seguito fu distribuito il 26 giugno 2010 con il titolo di Dinocroc vs Supergator.